# سیارک ۲۴۲۳۶
سیارک ۲۴۲۳۶ (به انگلیسی: 24236 Danielberger، نامگذاری:1999XS96) بیست و چهار هزار و دویست و سی و ششمین سیارک کشف شده‌است که در ۷ دسامبر ۱۹۹۹ کشف شد.
قدر مطلق سیارک برابر ۱۷.۸ است.